# Ture Ångqvist
Ture Bo Hjalmar Ångqvist, född 7 april 1933 i Stensele församling i Västerbottens län, död 25 december 1990 i Vilhelmina, var en svensk arbetsförmedlare och socialdemokratisk politiker. Han var riksdagsledamot 1986–1988, invald i Västerbottens läns valkrets. I riksdagen var han suppleant i Konstitutionsutskottet. Ture Ångqvist är begravd på Volgsjö kyrkogård i Vilhelmina.